# Daisen (Akita)
Daisen (大仙市 Daisen-shi?) es una ciudad localizada en la prefectura de Akita, Japón. En octubre de 2018 tenía una población de 79.171 habitantes y una densidad de población de 91,3 personas por km². Su área total es de 866,79 km².

## Geografía

### Municipios circundantes
- Prefectura de Akita
  - Akita
  - Yurihonjō
  - Yokote
  - Senboku
  - Misato
- Prefectura de Iwate
  - Nishiwaga

## Demografía
Según datos del censo japonés, la población de Daisen ha disminuido en los últimos años.
| Año del censo | Población |
| ------------- | --------- |
| 1995          | 100.879   |
| 2000          | 98.326    |
| 2005          | 93.352    |
| 2010          | 88.301    |
| 2015          | 82.783    |